# Ophrida
Ophrida es un género de escarabajos  de la familia Chrysomelidae, subfamilia Galerucinae. En 1875 Chapuis describió el género. Contiene las siguientes especies:
- Ophrida borneensis Medvedev, 2000
- Ophrida kuning Mohamedsaid & Barroga, 2000
- Ophrida obscuricollis Medvedev, 1996
- Ophrida parva Chen & Wang, 1980
- Ophrida tarsalis Medvedev, 2000